# Domblans
Domblans – miejscowość i gmina we Francji, w regionie Burgundia-Franche-Comté, w departamencie Jura. W 2013 roku populacja ówczesnej gminy wynosiła 958 mieszkańców. 
Dnia 1 stycznia 2019 roku połączono dwie wcześniejsze gminy: Bréry oraz Domblans. Siedzibą gminy została miejscowość Domblans, a nowa gmina przyjęła jej nazwę. 